# Bătălia de la Dorileea (1097)
Bătălia de la Dorileea a fost o bătălie din timpul primei Cruciade, care a avut loc la 1 iulie 1097.

## Desfășurarea bătăliei
În ziua acestei bătălii, sultanul de Rum, Kilij Arslan I, aflat împreună cu statul său major pe un promontoriu, constată cu neliniște că vechile metode turcești nu mai au eficacitatea obișnuită. Francii nu au, ce-i drept, nicio agilitate și nu par grăbiți să riposteze atacurilor repetate. Însă stăpânesc perfect arta apărării. Forța principală a armatei lor rezidă în aceste armuri groase cu care cavalerii, uneori chiar și caii lor, sunt acoperiți pe tot corpul. Dacă înaintarea lor este lentă, greoaie, oamenii sunt protejați minunat împotriva săgeților. După multe ore de luptă, în acea zi, arcașii turci au făcut cu siguranță numeroase victime, mai ales printre pedestrași, dar grosul armatei cruciate rămâne intact. În cursul numeroaselor încăierări produse în jurul câmpului de bătălie, călăreții de stepă nu au făcut față acestor veritabile fortărețe umane. Acum că efectul surpriză a trecut, inițiativa ar putea veni din tabăra adversă.
Unii emiri cad de acord deja să se replieze, când apare în depărtare un nor de praf. Este o nouă armată francă care se apropie la fel de numeroasă ca prima. Cei cu care se bat de dimineață nu sunt decât avangarda. Sultanul nu are de ales. Trebuie să ordone retragerea. Chiar înainte să o facă, este anunțat că o a treia armată cruciată se vede în spatele liniilor turcești, pe un deal care domina locul unde se află cortul statului major.